# Angry Joe Bass
Angry Joe Bass è un film del 1976, diretto da Thomas G. Reeves.